# Economist (profesie)
Un economist este un profesionist în economie, o disciplină ce aparține științelor sociale. 
Un economist poate studia, dezvolta sau aplica teorii și concepte din domeniul economic, fiind avizat, de asemenea, să dezvolte diferite teme din domeniul economiei politice. Există numeroase sub-domenii ale economiei, acestea variind de la teorii filosofice generale până la studiul minuțios al fiecărui detaliu din cadrul unei pieți libere date sau din cadrul diverselor analize specializate cum ar fi: analize macroeconomice, analize microeconomice sau chiar analizele situațiilor financiare, toate acestea implicând diferite metode si unelte analitice precum econometria, statistica, modele ale economiei computaționale, economia financiară, matematica financiară și matematica economică.

## Mediul academic
Profesionalizarea economiei, reflectată în mediul academic, a fost descrisă ca „principala schimbare apărută în domeniul economic din jurul anului 1900". Economiștii nu s-au pus încă de acord în privința direcției pe care ar trebui să o aibă profesia lor. Dezbaterile au în vedere fie o viziune orientată spre mediul academic, fie una orientată spre discursul public, aceasta din urmă concentrându-se pe comunicare, având scopul de a familiariza publicul cu o serie de principii economice pertinente ce stau la baza politicii publice. Sondajele efectuate în rândul economiștilor arată faptul că aceștia preferă o viziune orientată mai mult spre discursul public decât spre mediul academic.
Majoritatea universităților dețin facultăți, școli sau departamente de studii economice, în cadrul cărora studenții pot obține o diplomă în acest domeniu. Obținerea unui Doctorat în economie durează în jur de 6 ani, cu o medie de 5,3 ani.
Premiul Nobel pentru Științe Economice, înființat de către banca centrală a Suediei, Sveriges Riksbank, în 1968, este un premiu acordat economiștilor în fiecare an pentru contribuțiile lor intelectuale deosebite în domeniul economiei. Câștigătorii premiului sunt anunțati în luna octombrie a fiecărui an. Decernarea premiilor (suma de bani, medalia și diploma) are loc pe data de 10 decembrie, în ziua comemorării lui Alfred Nobel

## Activități

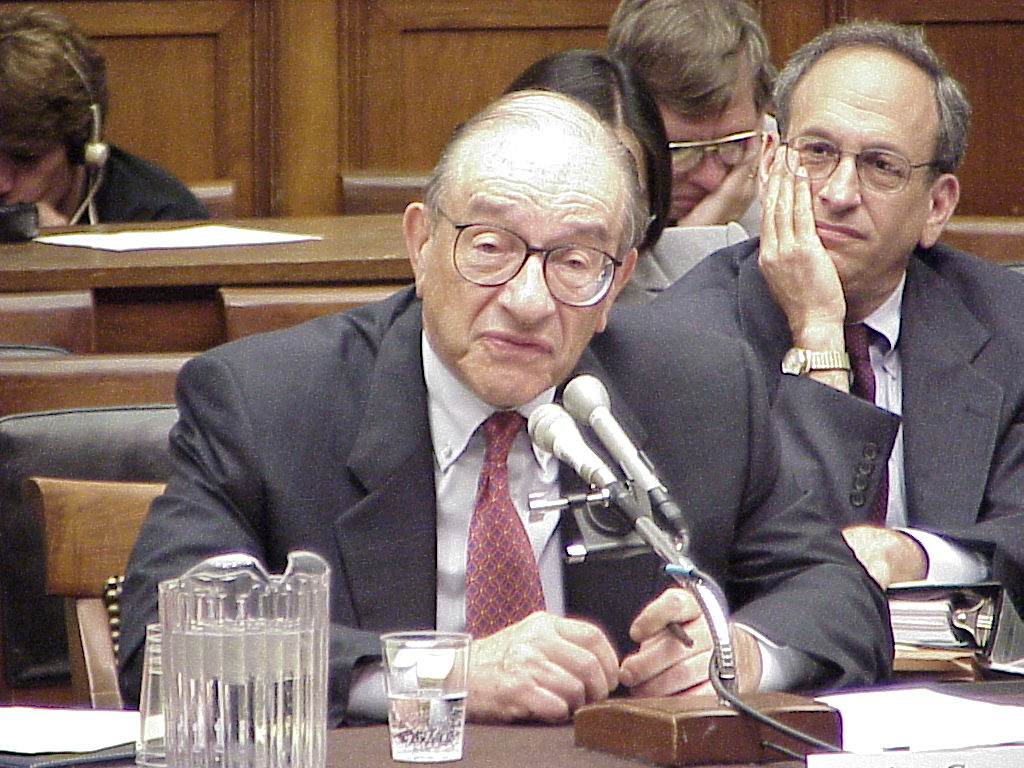
Președintele Sistemului Federal de Rezerve al Statelor Unite ale Americii, Alan Greenspan, depunând mărturie în fața Comitetului pentru Servicii Financiare al Statelor Unite ale Americii.

Economiștii își desfășoară activitatea în diverse domenii, cum ar fi mediul academic, administrația publică sau sectorul privat, în cadrul cărora pot analiza diferite date și statistici, cu scopul de a identifica noi tendințe în activitatea economică, fluctuațiile indicatorului de încredere economică, dar și modificările apărute în comportamentul consumatorilor. Economiștii evaluează aceste informații folosind metode avansate din analiza statistică, matematică sau programare, făcând recomandări cu privire la modalitățile de îmbunătățire a unui sistem sau valorificând anumite tendințe din mediul economic, de îndată ce acestea apar."
Contrar profesiilor reglementate, cum ar fi cele din domeniul ingineriei, dreptului sau medicinei, meseria de economist nu impune, în mod obligatoriu, anumite cerințe educaționale și nici un drept de practică în domeniu. Cu toate acestea, în mediul academic, pentru a fi numit economist este necesar un Doctorat în Economie. Pe de altă parte, în cadrul administrației publice a Statelor Unite ale Americii, o persoană poate fi angajată ca economist, cu condiția ca să aibă o diplomă care să includă sau care să fie suplimentată de 21 de ore de economie pe semestru și de trei ore de statistică, contabilitate sau calcul.
Un profesionist care lucrează într-unul din diferitele domenii ale economiei sau care dispune de o diplomă într-unul dintre acestea este considerat, de obicei, un economist. În plus față de administrația publică și mediul academic, economiștii sunt angajati, de asemenea, în: sistemul bancar, finanțe, contabilitate, comerț, marketing, administrarea afacerilor, activități de lobby,  organizații fără scop lucrativ (organizații non-profit).
Politicienii se consultă, de cele mai multe ori, cu specialiști în economie înainte de a adopta diverse legi în ceea ce privește economia politică. Majoritatea oamenilor de stat sunt licențiați în economie.

## În funcție de țară
Absolvenții economiști sunt angajați în diferite poziții, în funcție de statutul economiei regionale și de condițiile oferite de piața muncii la un moment dat într-o anumită țară. Pe lângă înțelegerea concretă a subiectului, angajatorii evaluează abilitățile de calcul și de analiză matematică, capacitațile de comunicare și de înțelegere a problemelor generale, capacități pe care absolvenții le dobândesc în timpul studiilor. Deși doar câțiva au potențialul de a deveni economiști profesioniști, mulți  absolvenți ai facultăților de economie privesc studiile economice ca o bază pentru a începe o carieră în finanțe – incluzând contabilitatea, asigurările, domeniul fiscal și bancar, sau chiar managementul. Mai mulți absolvenți economiști din întreaga lume au reușit să obțină un post într-una din numeroasele firme internaționale sau naționale de top, în diferite alte sectoare ale economiei (financiar, comercial, producție, comerț cu amănuntul, IT) sau chiar în sectorul public (domeniul sanitar sau al educației precum și în cadrul administrației sau al politicii). Puțini dintre aceștia aleg însă să urmeze studii postuniversitare fie în economie, cercetare, pedagogie sau în alte domenii de specializare.

### Statele Unite Ale Americii
Conform Departamentului Muncii din Statele Unite ale Americii, în anul 2008 în America existau aproximativ 15.000 de economiști fără doctorat în domeniu, angajați cu un salariu mediu de aproximativ 83.000$, 10% dintre aceștia câștigând mai mult de 147.040$ pe an. Aproape 135 de Colegii și Universități acordă în jur de 900 de titluri de doctor în economie în fiecare an. Cele mai mari venituri sunt obținute de angajații din sectorul privat, aceștia fiind urmați de cei care profesează în cadrul guvernului federal. Salariile cele mai mici sunt obținute în mediul academic. Începând cu luna ianuarie 2013, PayScale.com a făcut o statistică a salariilor doctorilor în economie dupa cum urmează: toți doctorii în economie, între 61.000$ și 160.000$; doctori în economia corporatistă, între 71.000$ și 207.000$; profesori universitari în economie, între 89.000$ și 137.000$; conferențiari în economie, între 59.000$ și 156.000$, și lectori universitari în economie, între 72.000$ și 100.000$.

### Regatul Unit
Cea mai importantă organizație a economiștilor din Regatul Unit este alcătuită din peste 1000 de membri care își desfășoară activitatea în Serviciul Economic Guvernamental, activând în 30 de departamente și agenții ale acestuia.
O analiză a sondajelor realizate în rândul absolvenților unor școli de top din domeniul economiei din Marea Britanie (de la Newcastle Univeristy până la London School of Economics) arată că aproximativ 80% dintre aceștia se angajează în șase luni de la absolvire în funcții din cele mai diverse, incluzând organizații regionale, naționale și internaționale din diverse ramuri ale economiei.

## Economiști remarcabili
Unii dintre cei mai cunoscuți economiști ai vremurilor noastre îi includ pe:
- Amartya Sen, Premiul Nobel Memorial în Științe Economice laureată în Economie și profesor la Universitatea Harvard.
- Kenneth Arrow, Premiul Nobel Memorial în Științe Economice laureat în Economie și profesor la Universitatea Stanford.
- Ben Bernanke, Președintele Rezervei Federale din 2006 până în 2014.
- Milton Friedman, Premiul Nobel Memorial în Științe Economice laureat în Economie.
- Alan Greenspan, Presedintele Rezervei Federale din 1987-2006.
- Bengt Holmstrom, câștigător finlandez al Premiului Nobel Memorial în Științe Economice
- Glenn Hubbard, economist american, economist în mediul academic, actualul Decan al Universității Columbia, Graduate School of Business din 2004, președinte al Consiliului Consilierilor Economici din 2001 până în 2003.
- Paul Krugman, câștigător al  Premiului Nobel Memorial în Științe Economice din anul 2008, un intelectual public și susținător al politicii liberale moderne
- Greg Mankiw, macroeconomist american, economist în mediul academic, intelectual public, președinte al Consiliului Consilierilor Economici din 2003 până în 2005.
- Joseph Stiglitz, un economist american, câștigător al Premiului Nobel Memorial în Economie în anul 2001 și fost Economist Șef al Băncii Mondiale.
- Janet Yellen, actualul președintele al Rezervei Federale din 2014.
- Dambisa Moyo, un economist internațional cu origini în Zambia și autor care a analizat macroeconomia și afacerile globale.